# Жайрем
Жайре́м (каз. Жәйрем) — селище у складі Каражальської міської адміністрації Улитауської області. Адміністративний центр та єдиний населений пункт Жайремської селищної адміністрації.
Населення — 9069 осіб (2021; 9382 у 2009, 9924 у 1999, 14579 у 1989).